# Grégoire Pakourianos
Grégoire Pakourianos (en grec ancien Γρηγόριος Πακουριανός ; en géorgien გრიგოლი ბაკურიანის ძე), est un militaire byzantin d'origine géorgienne  mort en 1086.

## Biographie
Issu d'une famille de la noblesse géorgienne , Grégoire est le fils d'Alouz et le petit-fils de Pakourianos, du Tao, 
(en géorgien -ტაო-კლარჯეთი) dans le thème d'Ibérie, région rattachée à l'Empire au début du XIe siècle. Membre de l’armée byzantine à partir de 1060, il guerroie  en Arménie, dans le thème d'Ibérie, en Syrie et dans la péninsule des Balkans, mais échoue à défendre Ani contre Alp Arslan, chef des Seldjoukides, en 1064. Il sert sous Michel VII Doukas (1071-1078) et Nicéphore III Botaniatès (1078-1081) sur les frontières orientales et occidentales de l'Empire. Mais bientôt en 1072-1073, la progression seldjoukide le contraint à évacuer la forteresse de Kars, dont il confie la défense au roi Georges II de Géorgie, ce qui n'empêche pas les Turcs de prendre la ville. 
Par la suite, il est surtout actif dans les Balkans et Michel VII le récompense en lui donnant d'importantes propriétés dans les régions de Philippopolis, à l'embouchure du Strymon et autour de Mosynopolis.
Plus tard, il est impliqué dans le coup d’État militaire d'Alexis Ier Comnène contre l’empereur Nicéphore III. C'est chez lui qu'Alexis et son frère Isaac se réfugient lorsqu'ils sont encore à Constantinople et qu'ils risquent l'aveuglement pour leur coup d'état. Grégoire Pakourianos accepte de l'aider et en reconnaissance de ses bons et loyaux services, le nouvel empereur le nomme généralissime des armées de l’ouest de l’Empire (« Grand Domestique » d'Occident).

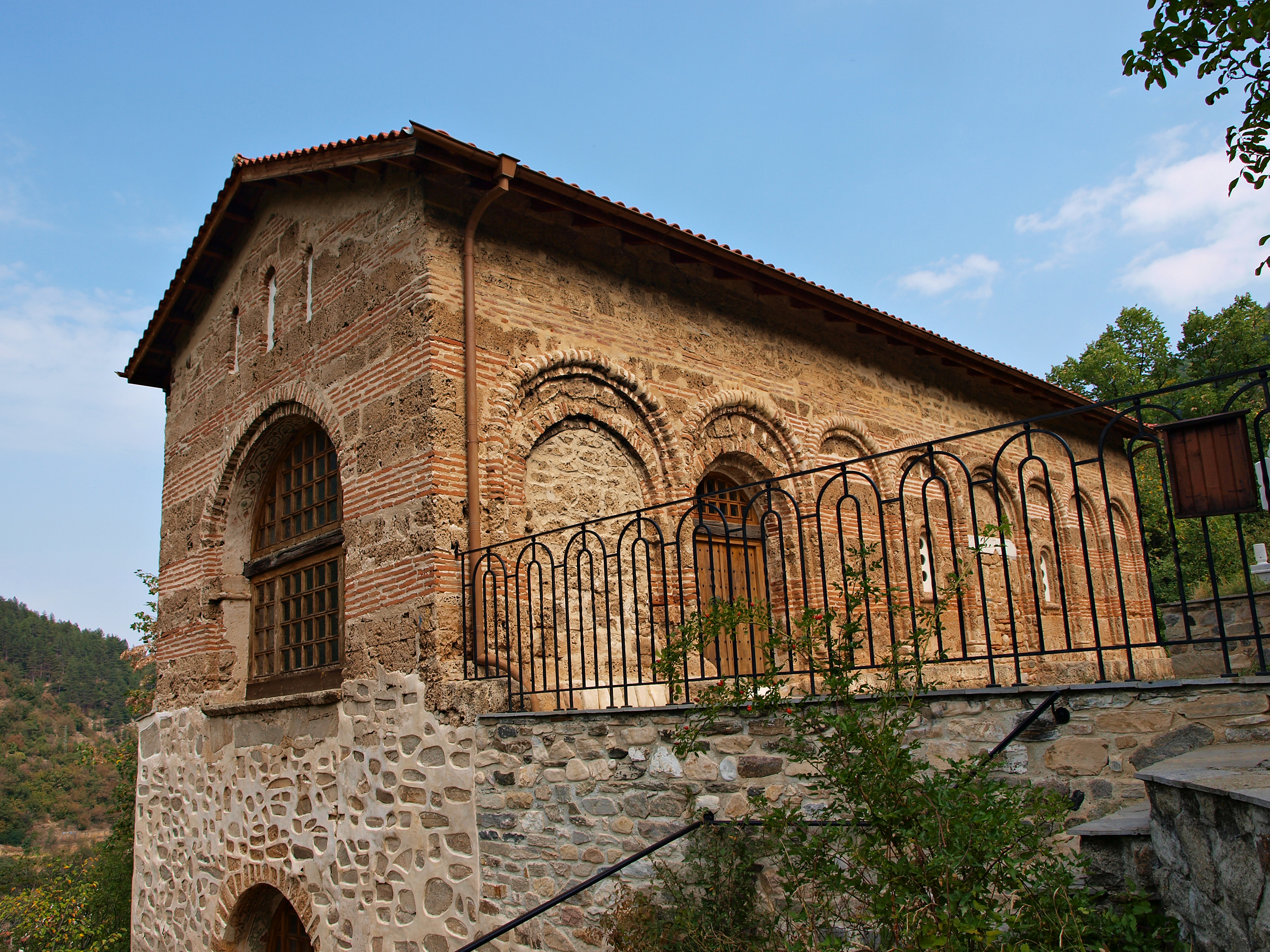
Ossuaire du monastère de Batchkovo où Grégoire Pakourianos est enterré.

Investit de ses nouvelles fonctions militaires, Pakourianos commande dès 1081 le flanc gauche de l’armée byzantine contre les Normands à Dyrrachion. En dépit de la défaite, Pakourianos est chargé de rassembler les débris de l'armée tandis qu'Alexis se replie à Constantinople. Un an après, en 1082, il expulse les Normands de Moglena, aujourd'hui en Grèce. Il sert ensuite d'ambassadeur avec d'autres personnalités byzantines auprès de l'empereur Henri IV du Saint-Empire pour que celui-ci intervienne contre les territoires normands en Italie, de manière à libérer les Byzantins de la pression exercée par Robert Guiscard. Il est tué quelques années plus tard face aux Petchenègues, lors de la bataille de Beljatovo au nord de Philippopolis (aujourd'hui Plovdiv en Bulgarie), en 1086. Dans son Alexiade, Anne Comnène met en avant les liens profonds qui unissent Alexis et Grégoire Pakourianos, ce qui pourrait signifier qu'ils se connaissaient avant 1081, moment où Grégoire décide de suivre Alexis dans sa rébellion. Au début du règne de ce dernier, Grégoire Pakourianos reçoit en effet de nombreux cadeaux et hommages de la part de l'empereur du fait de ses succès militaires mais aussi de son rôle dans le recrutement de chevaliers occidentaux qui viennent se mettre au service de l'Empire byzantin,.

## Mécénat
Il est également connu comme mécène et promoteur de la culture chrétienne. Avec son frère Apasios, il effectue en 1074 une donation significative au monastère orthodoxe d'Iviron sur le mont Athos. 
En 1083, il  fonde le monastère orthodoxe de Petritzos (aujourd'hui le monastère de Bačkovo en Bulgarie), peuplé exclusivement d'Ibères, dont il promulgue le règlement dans un fameux typikon. Il y a inscrit son nom en caractères arméniens plutôt que grecs.